# Dům čp. 2018 (Karlovy Vary)
Dům čp. 2018 označován jako Balneoprovoz LD Tosca stojí v Moravské ulici č. 2 v Karlových Varech. Postaven byl v letech 1972–1977.

## Historie
Na místě dnešního objektu stávaly dva historické domy, Grüner Baum (Zelený strom) a Weisses Lamm (Bílý beránek). Ty byly v letech 1972–1977 nahrazeny podle projektu pánů Tůmy a Havliny současným objektem.

## Ze současnosti
Dům se sousedními objekty – čp. 222, Tři bažanti, čp. 239 Norimberský dvůr, čp. 220 Albatros (Bílý kamzík) a čp. 2019 dům Tosca – je provozován jako součást lázeňského hotelu Tosca.
V současnosti (listopad 2021) je dům evidován jako objekt občanské vybavenosti v majetku České republiky, příslušnost hospodařit s majetkem státu zde má Zařízení služeb pro Ministerstvo vnitra.

## Popis
Budova se nachází v centru lázeňské části města. Jedná se o stavbu s plastickým průčelím, kde fasáda obložená keramickými destičkami s prolamovaným povrchem vytváří efekt zubaté atiky. Pásová okna mají formu cik–cak a zastírají umístění podlaží. Stavba je ukončena mohutným sedlovým vikýřem střešní nástavby. Pojetí vikýře čerpá z motivů místní barokní architektury. Stejný vikýř měl i původní dům Grüner Baum.
Z hlediska architektonického vývoje Karlových Varů představuje dům pozoruhodný příklad, který nemá pozdějšího pokračování.